# Rovira
Rovira è un comune della Colombia facente parte del dipartimento di Tolima. 
L'abitato venne fondato da Félix Montealegre, Pedro Rodríguez e Juan de Dios nel 1570.